# Mount Lemmon Survey
| 117384 Halharrison      | 18 dicembre 2004  |
| 117386 Thomasschlapkohl | 18 dicembre 2004  |
| 117387 Javiercerna      | 18 dicembre 2004  |
| 117388 Jamiemoore       | 18 dicembre 2004  |
| 117390 Stephanegendron  | 19 dicembre 2004  |
| 117581 Devinschrader    | 4 marzo 2005      |
| 117595 Jemmadavidson    | 4 marzo 2005      |
| 117596 Richardkuhns     | 4 marzo 2005      |
| 117610 Keithmahoney     | 8 marzo 2005      |
| 117614 Hannahmclain     | 8 marzo 2005      |
| 117640 Millsellie       | 9 marzo 2005      |
| 117652 Joséaponte       | 9 marzo 2005      |
| 117657 Jamieelsila      | 10 marzo 2005     |
| 117781 Jamesfisher      | 10 aprile 2005    |
| 120354 Mikejones        | 13 giugno 2005    |
| 129026 Conormcmenamin   | 15 ottobre 2004   |
| 129154 Georgesondecker  | 10 marzo 2005     |
| 129160 Ericpeters       | 5 aprile 2005     |
| 129165 Kevinstout       | 9 aprile 2005     |
| 129167 Dianelambert     | 4 maggio 2005     |
| 129185 Jonburroughs     | 14 giugno 2005    |
| 129186 Joshgrindlay     | 13 giugno 2005    |
| 129188 Dangallagher     | 17 giugno 2005    |
| 129201 Brandenallen     | 3 luglio 2005     |
| 129214 Gordoncasto      | 4 luglio 2005     |
| 129318 Sarahschlieder   | 1º ottobre 2005   |
| 129321 Tannercampbell   | 1º ottobre 2005   |
| 129324 Johnweirich      | 4 ottobre 2005    |
| 134292 Edwardhall       | 20 febbraio 2006  |
| 145491 Larakaufmann     | 6 novembre 2005   |
| 152533 Aggas            | 8 gennaio 2007    |
| 155290 Anniegrauer      | 5 dicembre 2005   |
| 157599 Verdery          | 6 novembre 2005   |
| 160000 Lemmon           | 2 aprile 2006     |
| 161750 Garyladd         | 25 settembre 2006 |
| 161835 Barbmcclintock   | 13 dicembre 2006  |
| 168039 Eefalcoacosta    | 1 giugno 2005     |
| 168211 Juliechapman     | 6 maggio 2006     |
| 171171 Prior            | 10 aprile 2005    |
| 171195 Richardgreen     | 4 maggio 2005     |
| 172937 Pattysieck       | 4 maggio 2005     |
| 175301 Mathur           | 13 giugno 2005    |
| 177770 Saulanwu         | 8 maggio 2005     |
| 177771 Bretz            | 10 maggio 2005    |
| 180940 Bighornfire      | 17 giugno 2005    |
| 181518 Ursulakleguin    | 17 ottobre 2006   |
| 187410 Anitabrockie     | 5 novembre 2005   |
| 191910 Elizawilliams    | 11 marzo 2005     |
| 191911 Nilerodgers      | 5 aprile 2005     |
| 198989 Valeriethomas    | 2 novembre 2005   |
| 199757 Shagunsingh      | 7 maggio 2006     |
| 199991 Adriencoffinet   | 9 maggio 2007     |
| 200000 Danielparrott    | 12 maggio 2007    |
| 212073 Carlzimmer       | 4 marzo 2005      |
| 214863 Seiradakis       | 27 dicembre 2006  |
| 223877 Kutler           | 15 ottobre 2004   |
| 229614 Womack           | 24 febbraio 2006  |
| 291387 Katiebouman      | 2 febbraio 2006   |
| 300128 Panditjasraj     | 11 novembre 2006  |
| 311957 Barryalbright    | 17 febbraio 2007  |
| 314159 Mattparker       | 16 marzo 2005     |
| 319090 Barbarahillary   | 26 novembre 2005  |
| 332991 Tammybecker      | 28 gennaio 2006   |
| 333040 Dalehowell       | 24 maggio 2006    |
| 333043 Courtneymario    | 20 dicembre 2004  |
| 333050 Olds             | 11 marzo 2005     |
| 333052 Skeen            | 20 ottobre 2007   |
| 333054 Bloomquist       | 6 maggio 2006     |
| 333055 Liang            | 15 settembre 2007 |
| 333056 Bellamy          | 16 ottobre 2007   |
| 333057 Bowles           | 12 settembre 2007 |
| 333059 Audi             | 25 febbraio 2006  |
| 333061 Joshuanelson     | 19 dicembre 2004  |
| 333065 Zeszut           | 13 settembre 2007 |
| 333076 Claudiamanzoni   | 16 ottobre 2007   |
| 333079 Keara            | 20 ottobre 2007   |
| 333081 Cutts            | 13 settembre 2007 |
| 333089 Dean             | 7 gennaio 2006    |
| 333125 Maestas          | 10 ottobre 2007   |
| 333134 Alexandrahilbert | 18 dicembre 2004  |
| 333139 Deguzman         | 11 settembre 2007 |
| 333146 Austin           | 20 dicembre 2004  |
| 333157 Buck             | 10 settembre 2007 |
| 333166 Brennen          | 23 gennaio 2006   |
| 333171 Chris            | 11 aprile 2005    |
| 333172 Danielellis      | 24 dicembre 2006  |
| 333176 Sierragonzales   | 25 febbraio 2007  |
| 333183 Harishswabhash   | 9 ottobre 2007    |
| 333184 Craft            | 11 luglio 2005    |
| 333195 Norberto         | 15 marzo 2005     |
| 333207 Liliannguyen     | 8 maggio 2005     |
| 333228 Mollywasser      | 10 dicembre 2009  |
| 333230 Simkus           | 2 ottobre 2009    |
| 333241 Chugg            | 1º ottobre 2005   |
| 333253 Steele           | 19 dicembre 2004  |
| 333255 Mayorga          | 28 gennaio 2007   |
| 333259 Wayland          | 6 ottobre 2008    |
| 335500 Espresso         | 25 ottobre 2005   |
| 333571 Hanish           | 27 gennaio 2006   |
| 333586 Melissarodriguez | 8 gennaio 2007    |
| 342764 Alantitus        | 26 ottobre 2008   |
| 350173 Yoshidanaoki     | 25 settembre 2006 |
| 391947 Tanithlee        | 8 novembre 2008   |
| 421774 Jeffreyrose      | 20 dicembre 2009  |
| 433512 Hollyholman      | 26 novembre 2009  |
| 442721 Kerouac          | 18 ottobre 2009   |
| 444418 Rohitbhartia     | 25 novembre 2005  |
| 444419 Francismccubbin  | 10 gennaio 2006   |
| 446500 Katrinraynor     | 5 novembre 2010   |
| 471325 Taowu            | 31 maggio 2011    |
| 473503 Minoruozima      | 19 settembre 2011 |
| 479553 Garyzema         | 20 dicembre 2009  |
| 492112 Jordicamarasa    | 28 febbraio 2008  |
| 522563 Randyflynn       | 6 dicembre 2010   |

Mount Lemmon Survey è un progetto di ricerca, condotto dal Lunar and Planetary Laboratory dell'Università dell'Arizona, che ha affiancato dal 2004 il Catalina Sky Survey nell'individuazione di comete, asteroidi e oggetti Near-Earth (NEO) la cui orbita possa intersecare quella della Terra. Il suo codice MPC è G96
Esso sfrutta il telescopio da 60 pollici (1,5m) posto nell'osservatorio da cui prende il nome il progetto. Con circa 150.000 asteroidi di cui il Minor Planet Center gli accredita la scoperta è al momento il quarto più prolifico progetto di ricerca. Ha inoltre scoperto dieci comete periodiche e dodici non periodiche.
Tra i molti oggetti individuati sono di particolare interesse 2011 UN63, un candidato troiano di Marte, e 2012 FC71, un asteroide con un'orbita legata a quella della Terra dal meccanismo di Kozai.
Ha inoltre individuato 2018 LA e 2022 WJ1, rispettivamente il terzo e il sesto asteroide individuato prima dell'impatto con la Terra.